# Kirche Oberoderwitz

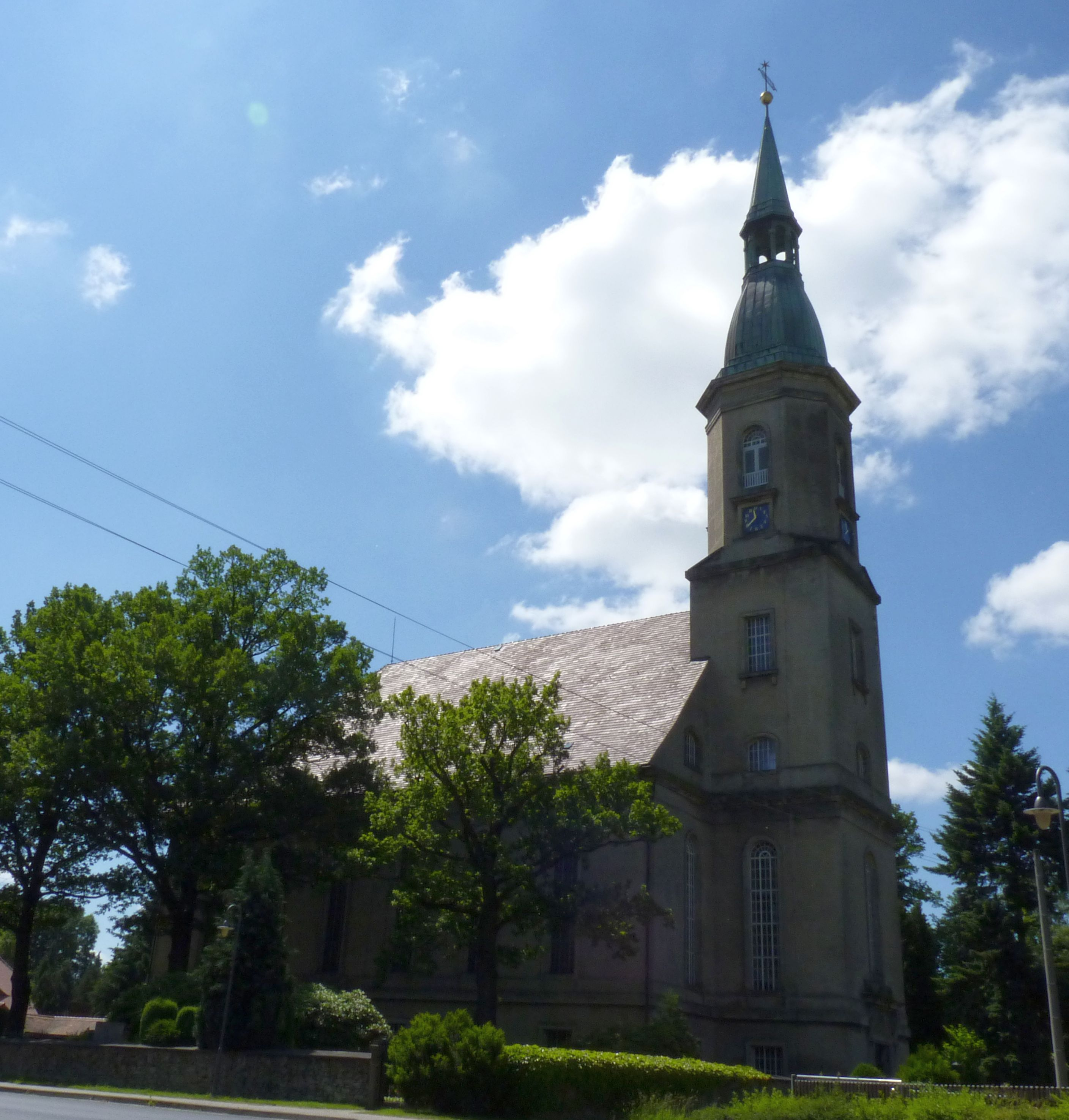
Die Kirche in Oberoderwitz im Juni 2010

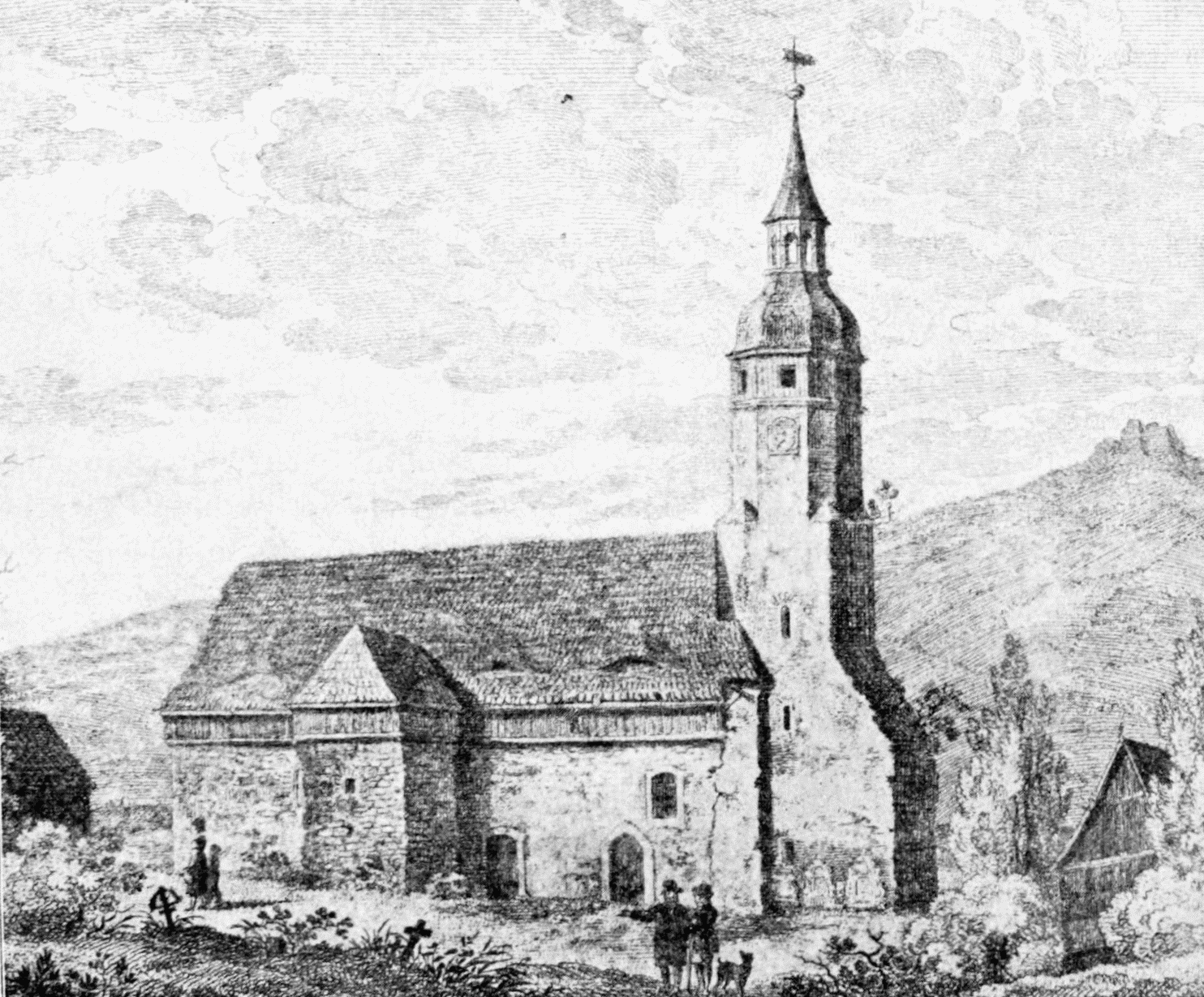
Alte Kirche von Oberoderwitz

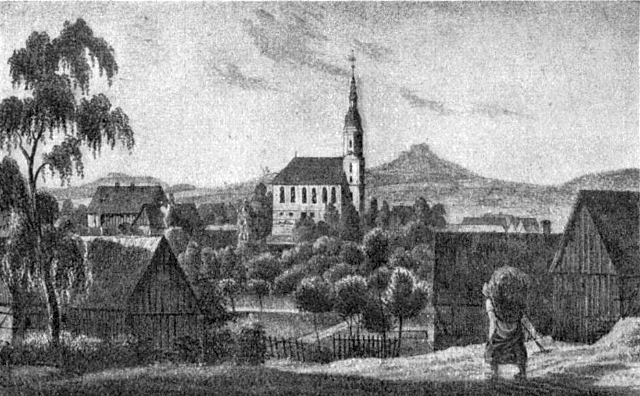
Historische Darstellung von Oberoderwitz um 1840

Die Kirche Oberoderwitz ist eine der beiden Dorfkirchen in der Gemeinde Oderwitz. Sie gehört zur evangelisch-lutherischen Kirchgemeinde Oderwitz-Mittelherwigsdorf und wurde Anfang des 19. Jahrhunderts im Stil des Klassizismus erbaut.

## Geschichte
Bis 1819 stand auf dem Friedhof gegenüber der heutigen Kirche die alte Kirche von Oberoderwitz. Diese wurde wahrscheinlich im 15. Jahrhundert errichtet, im 17. Jahrhundert erweitert und 1716 instand gesetzt. Da die Kirche jedoch sehr niedrig und eng war, bot sie der wachsenden Kirchgemeinde nicht mehr ausreichend Platz. Schon vor dem Siebenjährigen Krieg war eine Erweiterung oder ein Neubau geplant worden. So wurde 1815 entschieden, eine neue Kirche an anderer Stelle zu errichten.
Die Pläne für den Neubau lieferte der Architekt und Zittauer Ratsbaudirektor Carl Christian Eschke. Man begann den Bau 1816, die Grundsteinlegung erfolgte am 3. Juni 1817. Die Weihe der Kirche wurde am 7. November 1819 gefeiert. Der Turm der Kirche wurde erst im Juni 1820 begonnen und mit der Aufsetzung des Turmkopfes am 22. Oktober 1821 fertiggestellt. Die alte Kirche wurde von 1817 bis 1819 abgebrochen und das Holz dabei für den Neubau verwendet. Im Jahr 1844 ersetzte man den Holzfußboden der Kirche wegen Schwammbefalls durch Steinplatten, 1860 wurde der Altarplatz ebenfalls mit Steinplatte gedeckt. Eine Erneuerung der Turmhaube erfolgte 1874. Das Dach der Kirche wurde 1993 komplett erneuert.

## Gebäude

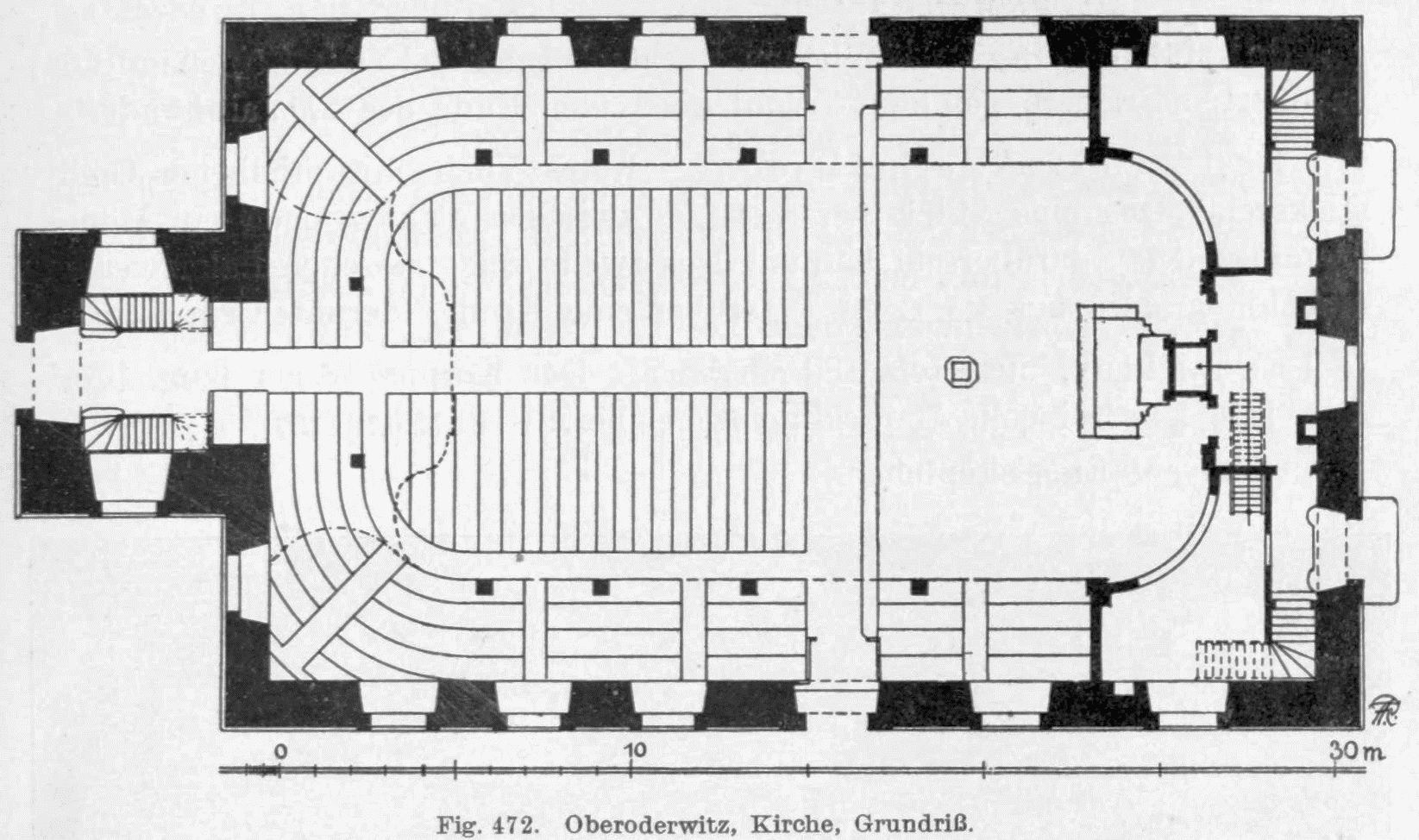
Grundriss der Kirche

Die Grundmauern der Saalkirche bilden ein Rechteck von 42 mal 19 Metern, der Innenraum hat drei Emporen und wird durch je sieben Fenster an den Längsseiten und je drei an den Schmalseiten erhellt. Die Sakristei wurde in einer Ecke unter der Empore hinter dem Altar untergebracht. Die Emporen werden von Säulen gestützt, die mit Palmetten und am obersten Rand mit Blattkränzen geschmückt sind. Der Turm geht in der Mitte in ein Achteck über und hat eine gering geschweifte Haube. Das Äußere der Kirche ist schlicht gehalten, es gibt lediglich ein Gurtgesims als Türüberdachung und ein Hauptgesims um den Turm. Unterhalb des Gurtes sind kleinere rechteckige Fenster zu finden, darüber große Bogenfenster.

## Anlagen

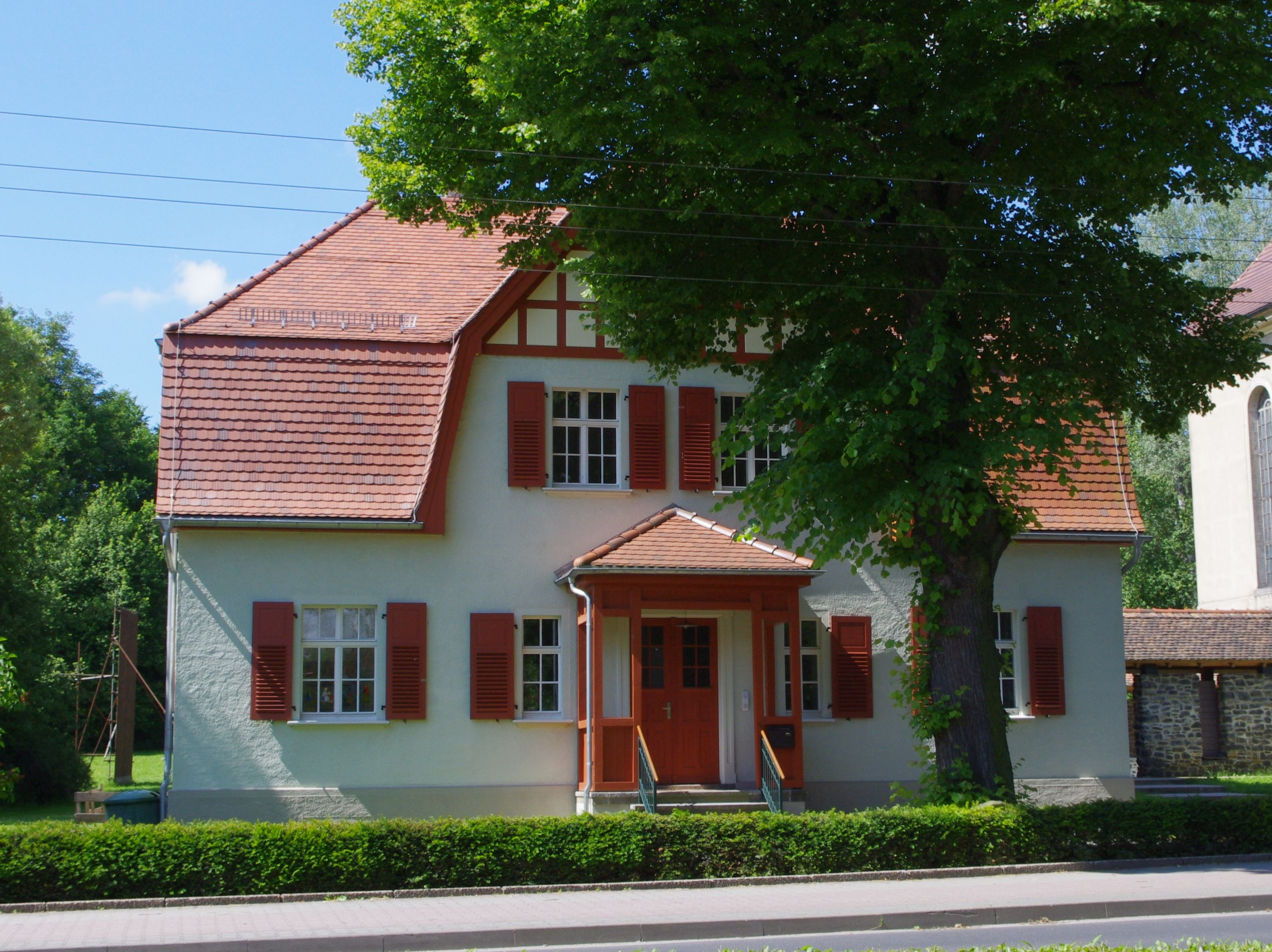
Das Lutherhaus

Zu den Anlagen der Kirchen gehören ein Pfarrhaus und eine Kirchschule, in deren Gebäude auch der Königlich Sächsische Hoforganist Gustav Adolf Merkel geboren wurde. Auf den vier Friedhöfen der Gemeinde findet sich auch ein Ehrenhain für die Gefallenen der beiden Weltkriege.
Weiterhin gehört das Lutherhaus zu den Anlagen der Kirche. Es befindet sich östlich der Kirche und wurde 1914 als Kinderheim errichtet, bevor es 2006 zum Gemeindezentrum umgebaut wurde.

## Ausstattung

### Altar und Kanzel

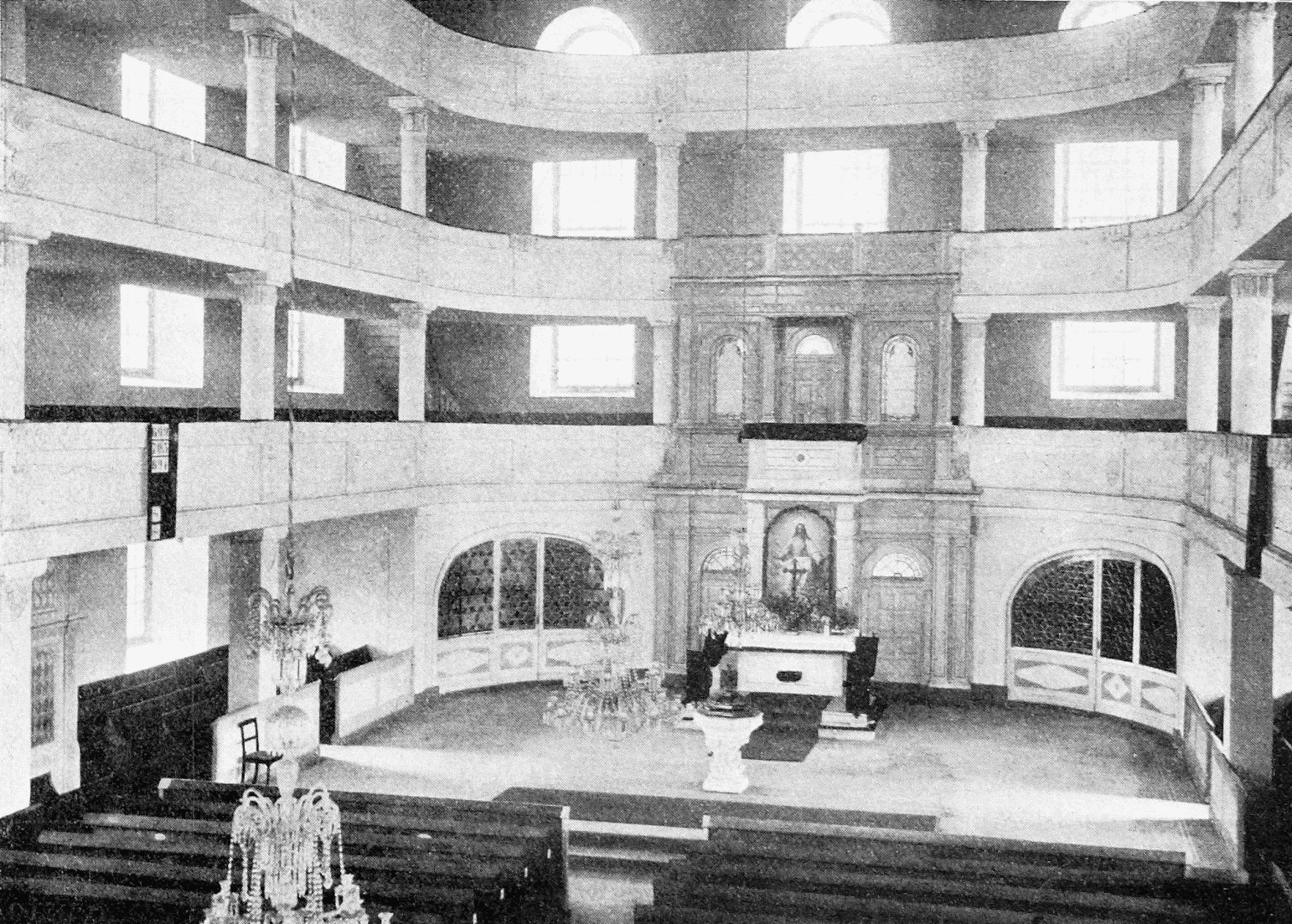
Das Innere der Oberoderwitzer Kirche

Der erste Altar und die erste Kanzel stammten noch aus der alten Kirche, wurden aber um 1860 durch neue Stücke nach Entwürfen des Architekten und Zittauer Baudirektors Carl August Schramm ersetzt, eines Schülers von Karl Friedrich Schinkel. Das Altarbild zeigt Christus, der seine Jünger segnet. Es wurde von Carl Gottlob Schönherr aus Dresden gemalt und der Kirche vom Sächsischen Kunstverein geschenkt.

### Orgel
Die frühromantische Oberoderwitzer Orgel wurde 1821 von Johann Gottfried Müller aus Neugersdorf gebaut und mit zwei Manualen sowie 30 klingende Stimmen ausgestattet. Sie wurde 1824 eingeweiht und 1839 mit einem stattlichen Gehäuse versehen. Mit ihren Ausmaßen zählte sie zu den größten Orgeln der Oberlausitz, was bemerkenswert ist, da zur Zeit der Napoleonischen Befreiungskriege meist nur kleinere Orgeln gebaut wurden. Im Jahr 1884 wurde die Orgel um ein drittes Manual mit sieben Registern erweitert und das alte Gebläse erneuert.
Die Prospektpfeifen aus Zinn wurden 1917 zu Kriegszwecken eingeschmolzen und später durch Zinkpfeifen mit Aluminiumbronze-Anstrich ersetzt.
Von 1949 bis 1950 wurde die Orgel grundlegend umgebaut. Die Orgel verfügte von da an über 35 Register, durch den Umbau des Unterwerks wurde der Klangcharakter verändert, der Klang war nun ein schlanker-scharfer und dem norddeutschen Barockorgelbau entlehnt. Neben der klanglichen Veränderung wurde auch die Mechanik der Orgel geändert.
Durch den langen und heißen Sommer 2003 wurde die Orgel, wie auch andere, erheblich beschädigt. Viele der Leder- und Holzteile weisen so große Schäden auf, dass die Orgel seit dieser Zeit nicht mehr genutzt wird.

### Glocken
Das alte Geläut der Kirche bestand aus zwei Glocken, die jedoch 1823 in der Glockengießerei Kleinwelka von Friedrich Gruhl mit eingeschmolzen wurden. Man goss aus dem Material ein Geläut aus drei Glocken mit einer Stimmung in Es-Dur.
In den Jahren 1942 und 1947 wurden jedoch auch diese Glocken abgenommen, um sie für Kriegszwecke einzuschmelzen. Sie wurden durch ein Eisenhartgussgeläut von Schilling & Lattermann in Fis-Dur ersetzt, das am 21. Mai 1947 geweiht wurde. Kurz darauf wurden die alten Bronzeglocken jedoch auf dem Hamburger Glockenfriedhof wiederentdeckt und ersetzten im Frühjahr wiederum die Eisenhartgussglocken. Die Glocken wurden Jahr 2001 überholt.